# 印度服饰

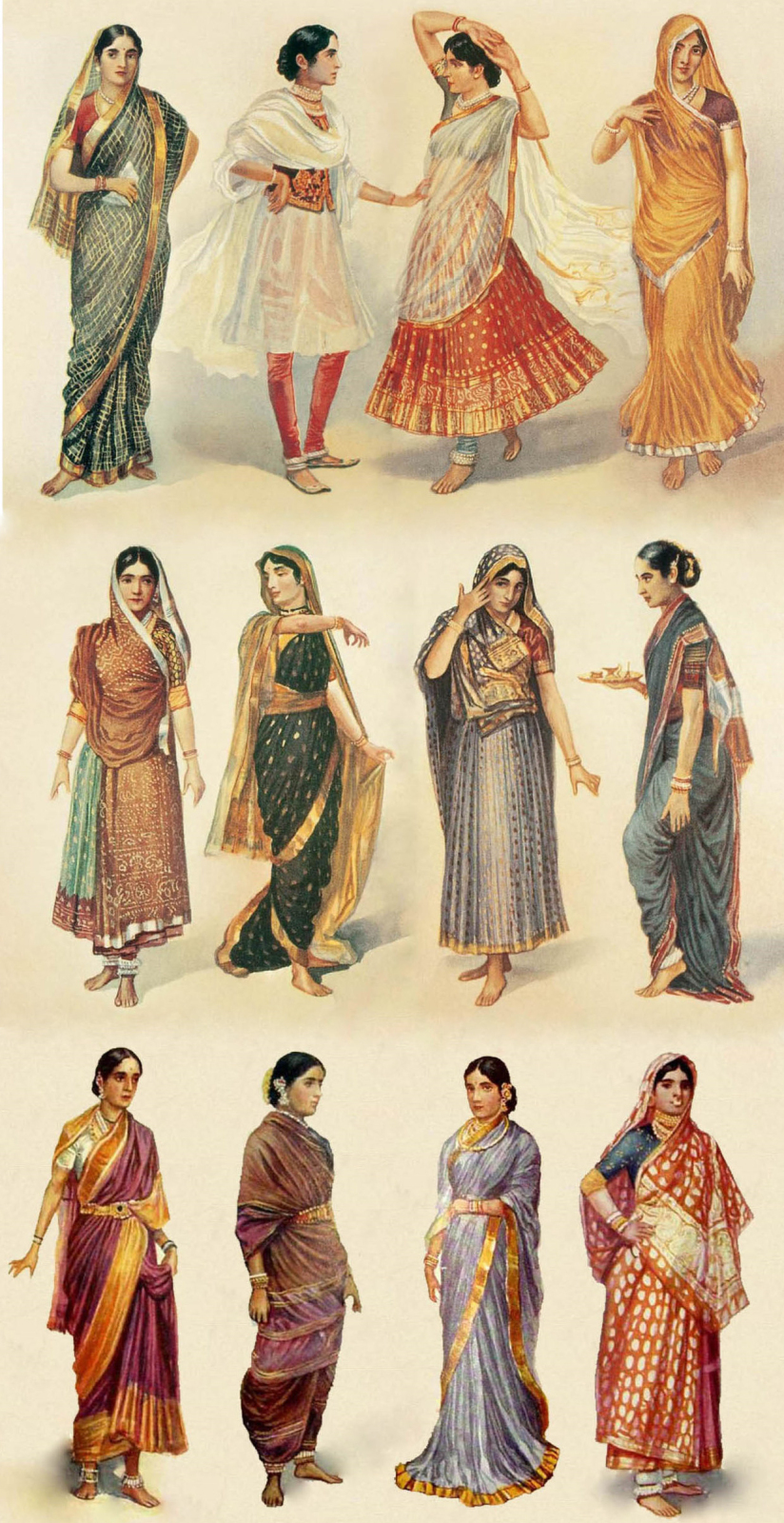
印度服饰

印度服饰因不同的民族、地理、气候和印度各地区人民的文化传统而不同。从历史上看，服装从简单的服装如kaupina、langota、achkan、lungi、sari以及仪式和舞蹈服装演变而来。在城市地区，西式服装很常见，社会各阶层的人都统一穿着。印度在编织、纤维、颜色和服装材料方面也有很大的多样性。有时，根据相关的宗教和仪式，服装的颜色编码也被遵循。印度的服装还包括各种各样的印度刺绣、印花、手工、点缀和穿衣风格。在印度可以看到印度传统服装和西方风格的广泛融合。

## 历史
印度有记录的服装历史可以追溯到公元前五千年的印度河流域文明，那里的棉花被纺纱、织布和染色。在该遗址的发掘中出土了骨针和木制的纺锤。